# ガウダパーダ
ガウダパーダ (サンスクリット語: गौडपाद; Gauḍapāda)は6世紀ごろのヒンドゥー哲学の哲学者およびヴェーダーンタ学派の学匠。 彼の生涯には不明な点が多いが、シャンカラなど後世の思想家にも影響を与えている。

## 概要
ガウダパーダは「マーンドゥーキヤ・カーリカー」の編者である。(ただし、ガウダパーダが一人で書いたものかは疑わしいとする研究者もいる。)「マーンドゥーキヤ・カーリカー」は「ガウダパーダのカーリカー」とも呼ばれる、4章215のカーリカー(詩句)から成る。 この詩集には仏教の用語もあり、ガウダパーダは仏教にも影響を受けているとされるが、彼の教義は仏教ではなくヴェーダーンタ学派のものである。最初の3章はシャンカラに始まるヴェーダーンタ学派の不二一元論に影響を与えている。マーンドゥーキヤ・ウパニシャッドが含まれていることから、ドヴァイタ・ヴェーダーンタ派やヴィシシュト・ヴェーダーンタ派では有効な聖典の一つとなっている。また、南インドで最古のマータ(僧院)であるシュリ・ガウダパーダチャールヤ・マータ(サンスクリット: श्री संस्थान गौडपदाचार्य मठ, Śrī Sansthāna Gauḍapadācārya Maṭha)の設立者でもある。